# Шафарня (Куявсько-Поморське воєводство)
Шафарня (пол. Szafarnia) — село в Польщі, у гміні Радомін Ґолюбсько-Добжинського повіту Куявсько-Поморського воєводства.
Населення — 280 осіб (2011).
У 1975-1998 роках село належало до Торунського воєводства.

## Демографія
Демографічна структура станом на 31 березня 2011 року:
|          | Загалом | Допрацездатний вік | Працездатний вік | Постпрацездатний вік |
| -------- | ------- | ------------------ | ---------------- | -------------------- |
| Чоловіки | 131     | 25                 | 91               | 15                   |
| Жінки    | 149     | 33                 | 78               | 38                   |
| Разом    | 280     | 58                 | 169              | 53                   |